# 小花远志
小花远志（学名：Polygala arvensis）为远志科远志属下的一个种。

## 扩展阅读
維基物種上的相關：小花远志